# Castrillón
Castrillón is een gemeente in de Spaanse provincie en regio Asturië met een oppervlakte van 55,34 km². Castrillón telt 22.626 inwoners (1 januari 2016). In deze gemeente ligt de belangrijkste luchthaven van de regio, de Luchthaven van Asturië.

## Demografische ontwikkeling
Bron: INE; 1857-2011: volkstellingen

## Geboren
- Hugo de la Calle (2004), wielrenner